# Rivaldo Coetzee
Rivaldo Roberto Genino Coetzee (Kakamas, 16 oktober 1996) is een Zuid-Afrikaans voetballer die bij voorkeur als centrale verdediger speelt. Hij verruilde Ajax Cape Town in augustus 2017 voor Mamelodi Sundowns. Coetzee debuteerde in oktober 2014 in het Zuid-Afrikaans voetbalelftal.

## Clubcarrière

### Ajax Cape Town
Coetzee groeide op in Kakamas, waarna hij in begin 2012 naar Ajax Cape Town vertrok. Uiteindelijk stroomde hij door vanuit de eigen jeugdopleiding naar het eerste elftal, om in het seizoen 2013/14 zijn eerste minuten te maken in het eerste elftal. In januari 2014 trainde Coetzee mee met de A2 van het Nederlandse AFC Ajax. Op 28 februari 2014 debuteerde Coetzee voor Ajax Cape Town in een met 2-0 gewonnen wedstrijd tegen Polokwane City FC. Een paar maanden later, op 10 mei 2014 werd bekend dat AFC Ajax hem samen met Yagan Saman heeft uitgenodigd voor een proefperiode in Nederland. Hierna keerde Coetzee terug naar Ajax Cape Town. In de loop van het seizoen 2014/15 groeide Coetzee uit tot vaste basisspeler van de club.

## Clubstatistieken
| Seizoen         | Club              | Competitie          | Competitie | Competitie | Beker | Beker | Internationaal | Internationaal | Totaal | Totaal |
| Seizoen         | Club              | Competitie          | Wed.       | Dlp.       | Wed.  | Dlp.  | Wed.           | Dlp.           | Wed.   | Dlp.   |
| --------------- | ----------------- | ------------------- | ---------- | ---------- | ----- | ----- | -------------- | -------------- | ------ | ------ |
| 2013/14         | Ajax Cape Town    | ABSA Premier League | 6          | 0          | 0     | 0     | 0              | 0              | 6      | 0      |
| 2014/15         | Ajax Cape Town    | ABSA Premier League | 24         | 0          | 7     | 0     | 0              | 0              | 31     | 0      |
| 2015/16         | Ajax Cape Town    | ABSA Premier League | 27         | 0          | 6     | 0     | 0              | 0              | 33     | 0      |
| 2016/17         | Ajax Cape Town    | ABSA Premier League | 24         | 0          | 0     | 0     | 0              | 0              | 24     | 0      |
| 2017/18         | Ajax Cape Town    | ABSA Premier League | 1          | 1          | 0     | 0     | 0              | 0              | 1      | 1      |
| 2017/18         | Mamelodi Sundowns | ABSA Premier League | 0          | 0          | 0     | 0     | 0              | 0              | 0      | 0      |
| Carrière totaal | Carrière totaal   | Carrière totaal     | 82         | 1          | 13    | 0     | 0              | 0              | 95     | 1      |

 Bijgewerkt t/m 4 september 2017

## Interlandcarrière
Coetzee debuteerde op 11 oktober 2014 in het Zuid-Afrikaans voetbalelftal, tegen Congo. Dit was een paar dagen voor dat hij achttien jaar oud werd.